# Планинарско друштво Клековача
Планинарско друштво Клековача („Стијег планинки”, „Планинари”) из Приједора је основано 1920. године у тадашњој Краљевини Срба, Хрвата и Словенаца. Настало је спонтано у ентузијазму и еуфорији завршетка Великог рата.

## Историјат
Планинарско друштво Клековача из Приједора основано је 1920. године. Основали су га људи који су вољели планину, а посебно Козару. Упоредо са оснивањем Скаутског друштва исте године, гимназијски професор Миливоје Милетић је основао „Стијег планинки”. Готово сви први чланови овог друштва „регрутовани” су директно из школских гимназијских клупа. Приједорска гимназија је најзначајније обликовала културни профил свога града. Ускоро друштво мијења име у „Планинари”, да би 1953. године постало удружење грађана, добило данашње име „Планинарско друштво Клековача — Приједор” и наставило са организовањем и ширењем планинарског спорта.
Оснивачи и значајни чланови овог друштва су: Миливоје Милетић, Тоде Ђудуровић, Фрањо Абрамовић, Јунуз Караџић, Владо Грубљешић, Данило Петровић, Брана Морача, Даница и Младен Ђермановић, Мишо Балтић, Владо Абрамовић, Александар Бојко, Владо Мирковић, Драго Колар, Драган Босанчић, Бранко Кресојевић, Јовица Мандић, Морача Ненад, Данијал Џафић, Звонимир Валентић... Они су ентузијасти и пионири организованог бављења планинарењем.
У оснивању, а и дуговјекости Планинарског друштва Клековача из Приједора, посебан допринос су имали гимназијски професори. Поред оснивача планинарског дурштва, професора Миливоје Милетић, треба издвојити и професора хемије и биологије, Јунуза Караџића. Љубављу према планини и планинарењу и својој професорској професији, он је цијелог живота учио и стварао нове заљубљенике и науке и планине.
Бранко Кресојевић организује прве спелеолошке експедиције. Истражује се Хрустовачка пећина у близини Санског Моста...
Успјешно наступа и екипа планинарског друштва у такмичењу из оријентације. Такмичари су Јовица Мандић, Ненад Морача, Данијал Џафић, Ратко Гвозден, Звонимир Валентић, Миодраг Деретић. Постигнути резултати су на завидном нивоу.
Први школовани спасиоци и водичи горске службе спасавања са завршеним обуком на Прењу, били су Јовица Мандић и Ненад Морача.

## Планинарско друштво данас
У почетку, рад друштва је био везан за образовне институције града, у циљу извођења што већег броја ученика на планину Козару, која је у непосредној близини града. Рад са школама је резултовао наглим омасовљењем друштва, што је створило основу за његово функционисање и у будућности.
Данас, планинарско друштво Клековача је развијена организација која дјелује кроз рад више секција и комисија. Основни циљ друштва је и даље промоција планинарског спорта међу младима. Поред тога рад друштва се проширио и на остала поља, као што је организовање редовних седмичних излета на Козару, организовање похода на планине у региону, уређење и маркирање планинарских стаза, рад са школарцима кроз еколошке радионице, учествовање на оријентационим такмичењима, планинарским маратонима, итд.
У свим секцијама друштва, кроз специјалистичке обуке и такмичења, кроз много видова планинарских активности, друштвом је прошло више до 10000 чланова. Било је на десетине високогорских похода и више пута су освајани сви значајнији планинарски врхови на просторима бивше Југославије, као и много врхова широм Европе и свијета. (Пиринеји- Шпанија, Мон Блан-Француска, Доломити — Италија, Матерхорн — Швајцарска, Гросглокнер — Аустрија, Високе Татре — Словачка, Рила — Бугарска, Олимп — Грчка, Улу Даг — Турска, Камел Хумп — Северна Америка).
У властитој организацији остварене су експедиције: " Кавказ 90" и "Памир 91". Чланови Планинарског друштва „Клековача“ судјеловали су и у експедицијама бившег Планинарског Савеза БиХ: "Анди 88", "Тјен Шан" и "Хималаји — Нанга Гарбат 90". Чланови друштва прешли су и чувени „Пут пријатељства“ Италија-Аустрија-Словенија освојивши око 30 најпознатијих врхова.
Планинарско друштво је и данас активно и учествује у готово свим подухватима у Републици Српској и Босни и Херцеговини.
Друштво је пуноправни члан Планинарског савеза Републике Српске.
Планинарско друштво „Клековача“ је основала, дала му дуговјекост, а и сада га води, једино и само љубав.

## Занимљивост
Друштво је требало да носи назив своје матичне планине Козаре, која већим дијелом припада територији Града Приједора, међутим у Бањалуци је 1952. године, годину прије него у Приједору, основано планинарско друштво које је присвојило назив Козара.
Када су давних шездесетих година прошлог вијека приједорски планинари организовано посјетили планину Клековачу, задивљени планином, литицама и шумама прашуме Лом, погледом ка Осјеченици, Грмечу и својој Козари, људима из катуна са Аташевца, и наравно рунолистом, готово једногласно су донјели одлуку да се приједорско планинарско друштво назове Планинарско друштво „Клековача“.